# Sara Gilbert
Sara Gilbert (/ˈɡɪlbərt/); ou Sara Rebecca Abeles, (nascida em 29 de janeiro de 1975) é uma atriz americana, mais conhecida por seu papel como Darlene Conner na comédia Roseanne, em 1988-1997. Também participou como co-anfitrião e criador do talk show diurno chamado The talk e por seu papel recorrente como Leslie Winkle em The Big Bang Theory.

## Início da vida
Gilbert nasceu em Santa Monica, Califórnia. Seus pais se chamam Barbara Crane e Harold Abeles. Seus dois irmãos mais velhos, Melissa Gilbert e Jonathan Gilbert, eram estrelas de Little House on the Prairie. Melissa e Jonathan ambos foram adotadas por Barbara e seu primeiro marido, Paul Gilbert. Paul morreu em 1975.
Abeles mudou seu sobrenome para Gilbert e se tornou uma atriz em 1984.

## Carreira na televisão
Gilbert decidiu aos seis anos que queria ser uma atriz depois de sua irmã mais velha, Melissa Gilbert, que tem uma placa na Hollywood Walk of Fame. Após aparições em filmes de TV e comerciais, com a idade de treze anos, ela conseguiu o papel de Darlene Conner, o filho do meio, em Roseanne. Sara era uma membro do elenco durante a temporada de nove anos, de 1988 a 1997, para o qual ela também escreveu uma história de episódio da quarta temporada, chamado "Don't Make Me Over". Sua contribuição foi considerada importante. Em Yale, ela se formou em arte, com ênfase em fotografia, ela se formou em 1997.
Gilbert fez aparições em programas como The Simpsons, 24, Will & Grace, Law and Order: Special Victims Unit e Private Practice. A partir de 2004, ela teve um papel recorrente como estudante de medicina Jane Figler no drama hospitalar de longa duração ER.
Ela voltou para a horário nobre da televisão, no outono de 2005, na comédia Twins. O seriado foi cancelado após uma temporada. Ela também teve um papel recorrente de vida curta no seriado The Class como Velch Fern.
Desde 2007, ela apareceu em uma série de episódios da série The Big Bang Theory como Leslie Winkle, uma amiga cientista do Leonard Hofstadter, que é interpretado por Johnny Galecki, que já havia mostrado interesse amoroso de ela. Começando com o segundo episódio da segunda temporada de The Big Bang Theory, Gilbert foi elevada elenco principal da série, interpretando mais uma vez um potencial interesse amoroso do personagem de Galecki, e em um ponto um interesse amoroso para Howard Wolowitz (Simon Helberg). Em janeiro de 2009, foi anunciado que os escritores não saberiam escrever para sua personagem em tempo integral e seu estado foi então reduzida de regular a recorrência.
Gilbert é um co-apresentador e produtor executivo de The Talk, que estreou 18 de outubro de 2010. Gilbert aparece ao lado de Julie Chen, Sharon Osbourne, Sheryl Underwood e Aisha Tyler.

## Carreira em filmes
Gilbert apareceu em dois filmes ao lado de Drew Barrymore, em Poison Ivy. Gilbert também teve um papel no Light It Up em 1999. Ela teve vários outros papéis menores, incluindo a curta-metragem $30, como parte da Boys Life 3, e High Fidelity. Ela dirigiu seu próprio curta-metragem em um filme de 1998.

## Vida pessoal
Gilbert falou publicamente que é lésbica em 2010. Em 2001, ela começou um relacionamento com a produtora de TV Allison Adler. Elas tiveram dois filhos, Levi Hank, nascido a Adler em outubro de 2004, e uma filha, Sawyer, nascida em 2 de agosto de 2007. Gilbert se separou em agosto de 2011. Após a separação, Gilbert começou um relacionamento com a compositora e vocalista Linda Perry. Gilbert anunciou seu noivado com Perry em abril de 2013. Separaram-se em 2019.
Em sua adolescência, Gilbert tornou-se vegetariana.

## Filmografia

### Filmes
| Ano  | Título                         | Papel                   | Notas                              |
| ---- | ------------------------------ | ----------------------- | ---------------------------------- |
| 1992 | Poison Ivy                     | Sylvie Cooper           | Nomeado - Melhor Atriz Coadjuvante |
| 1994 | Dead Beat                      | Martha                  |                                    |
| 1997 | Walkin' on Sunshine: The Movie | NeuralNurse 256         |                                    |
| 1998 | Desert Blue                    | Sandy                   |                                    |
| 1999 | Light It Up                    | Lynn Sabatini           |                                    |
| 2000 | The Big Tease                  | Gretle Dickens          |                                    |
| 2000 | High Fidelity                  | Annaugh Moss            |                                    |
| 2000 | "Boys Life 3"                  | Emily/Michelle          | Curta-metragem Segmento: $ 30      |
| 2001 | Riding in Cars with Boys       | Tina Barr               |                                    |
| 2004 | Laws of Attraction             | Gary Gadget's Assistant | camafeu                            |

### Televisão
| Ano            | Titulo                            | Papel                | Notas                                                                        |
| -------------- | --------------------------------- | -------------------- | ---------------------------------------------------------------------------- |
| 1984           | Calamity Jane                     | Jean                 | Filme                                                                        |
| 1988           | ABC Weekend Special               | Stephie              | Episódio: "Runaway Ralph"                                                    |
| 1988–1997      | Roseanne                          | Darlene Conner-Healy | 219 episodios                                                                |
| 1990           | Sudie and Simpson                 | Sudie Harrigan       | Filme                                                                        |
| 1992           | The Simpsons                      | Laura Powers         | Somente a voz                                                                |
| 1994           | Saturday Night Live               | Herself – Host       | Episódio: "Sara Gilbert/Counting Crows"                                      |
| 1996           | ABC Afterschool Special           | Jessie               | Episódio: "Me and My Hormones"                                               |
| 1997           | Broken Record                     |                      | TV Movie                                                                     |
| 2000–2001      | Welcome to New York               | Amy Manning          | 13 episódios                                                                 |
| 2002           | 24                                | Paula Schaeffer      | 5 episódios                                                                  |
| 2003           | Will & Grace                      | Cheryl               |                                                                              |
| 2004           | Strong Medicine                   | Charlayne            | Episódio: "Cinderela em Scrubs"                                              |
| 2004–2007      | ER                                | Dr. Jane Figler      | 15 episódios                                                                 |
| 2005           | In the Game                       |                      | Unsold TV-Pilot                                                              |
| 2005           | The Clinic                        | Mrs. Jennings        | Episódio: 3.1                                                                |
| 2005–2006      | Twins                             | Mitchee Arnold       | 18 episódios                                                                 |
| 2006           | Girls on the Bus                  | Helen                | Episódio: "Pilot"                                                            |
| 2006–2007      | The Class                         | Fern Velch           | 6 episódios                                                                  |
| 2007           | Private Practice                  | Kelly                |                                                                              |
| 2007–2010/2016 | The Big Bang Theory               | Leslie Winkle        | Recorrente na 1a e 2a temporada e participação especial na 3a e 9a temporada |
| 2008           | Law & Order: Special Victims Unit | Caitlyn Ryan         |                                                                              |
| 2010           | Hawthorne                         | Malia Price          |                                                                              |
| 2010           | Grey's Anatomy                    | Kim                  | Episódio: "O suicídio é indolor"                                             |
| 2010–present   | The Talk                          | Herself              | Retornado, Show Producer                                                     |
| 2019           | Atypcal                           |                      | 3ª Temporada                                                                 |